# Đảo Sinh Tồn
Sinh Tồn (tiếng Anh: Sin Cowe Island, giản thể: 景宏岛; phồn thể: 景宏島; Hán-Việt: Cảnh Hoành đảo; bính âm: Jǐnghóng dǎo) là một hòn đảo trong cụm Sinh Tồn, quần đảo Trường Sa (tọa độ ghi trên bia chủ quyền là 9°53′7″B 114°19′47″Đ / 9,88528°B 114,32972°Đ). Đảo này cùng với các đảo, đá, bãi phụ cận về mặt tổ chức hành chính thuộc xã Sinh Tồn, huyện Trường Sa, tỉnh Khánh Hòa, cách đất liền 320 hải lý, cách đảo Sinh Tồn Đông 14 hải lý (26 km) về phía tây. Đảo này chỉ cách đá Gạc Ma khoảng 10,5 hải lý (19,4 km), nơi xảy ra vụ đụng độ giữa Trung Quốc và Việt Nam năm 1988.

## Tên gọi
Đảo Sinh Tồn có tên hàng hải quốc tế là Sin Cowe. Tên gọi này có lẽ bắt nguồn từ tên "秤钩" theo cách gọi của ngư dân Hải Nam (phát âm tiếng Hải Nam là "singao", nghĩa là "lưỡi câu"). Cũng có nguồn cho rằng đây một biến dạng theo tên thuyền trưởng Silsbee của tàu Columbia.

## Đặc điểm

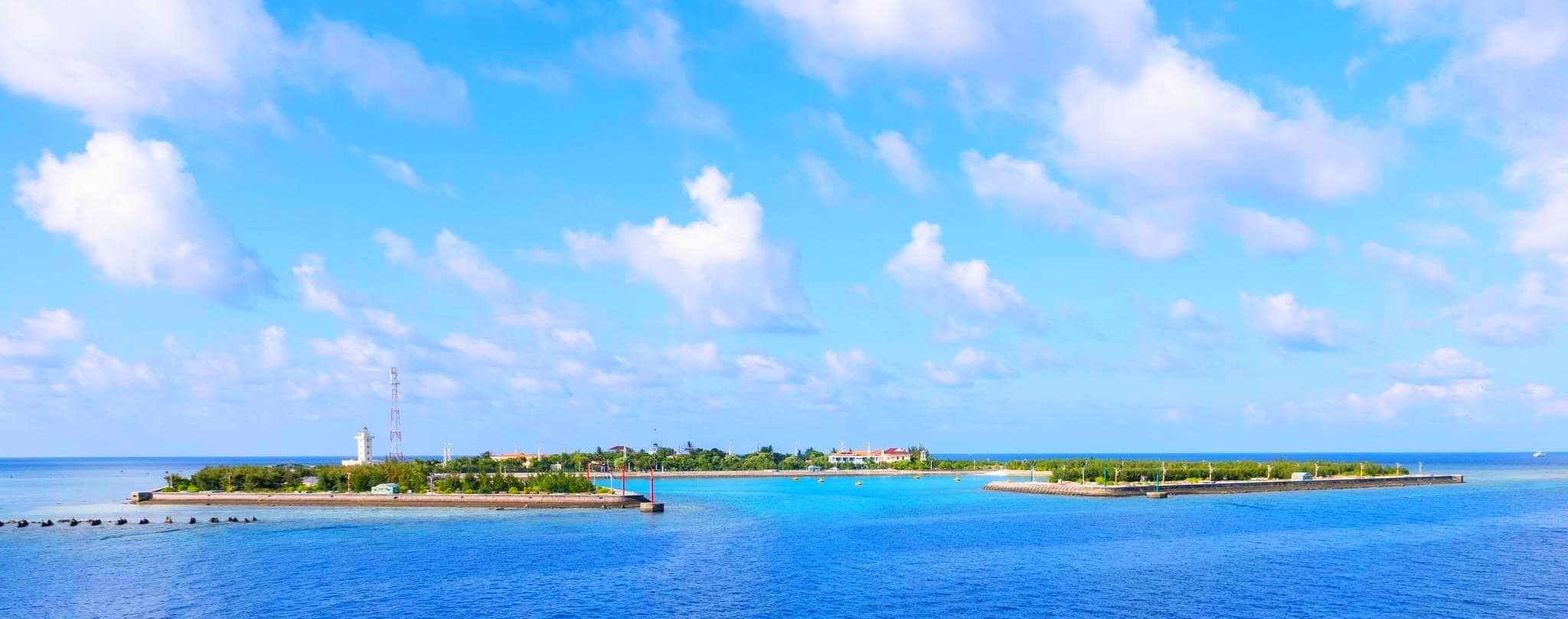
Toàn cảnh đảo Sinh Tồn

Đảo chạy dài theo hướng đông - tây, chiều dài khoảng 400 m, chiều rộng 220 m nằm trên thềm san hô rộng khoảng 1 km2. Xung quanh đảo có tường kè chắn sóng. Hai đầu của đảo theo hướng đông - tây có hai dải cát di chuyển theo mùa sóng gió. Đảo có diện tích đất tự nhiên ban đầu vào khoảng 2,6 hectare. Theo AMTI, tính đến năm 2016, đảo này được bồi đắp thêm và với diện tích đất nổi là khoảng 13 hectare (0.13 km2), cộng thêm một âu tàu rộng khoảng 6 hectare.
Đảo nằm trên nền san hô ngập nước cách bờ kè từ 300 đến 600 m, khi nước thủy triều xuống thấp nhất nền san hô lộ khỏi mặt nước từ 0,2 đến 0,4 m. Cũng như các đảo khác trên quần đảo Trường Sa, đảo Sinh Tồn nắng nóng và có hai mùa gió chính là đông bắc và tây nam. Chế độ thủy triều và bán nhật triều không đều.
Đất ở đảo Sinh Tồn là cát và san hô. Đảo có nhiều cây xanh nhưng không có giếng nước ngọt. Cây xanh lớn trên đảo chủ yếu là các cây phong ba, bão táp, bàng vuông, dừa và mù u để chống sóng. Binh lính và dân trên đảo cải tạo đất để trồng các loại rau như rau cải, rau muống, mồng tơi và rau đay. Ngoài ra trên đảo còn nuôi được lợn, gà, vịt, chó,...

## Cơ sở hạ tầng

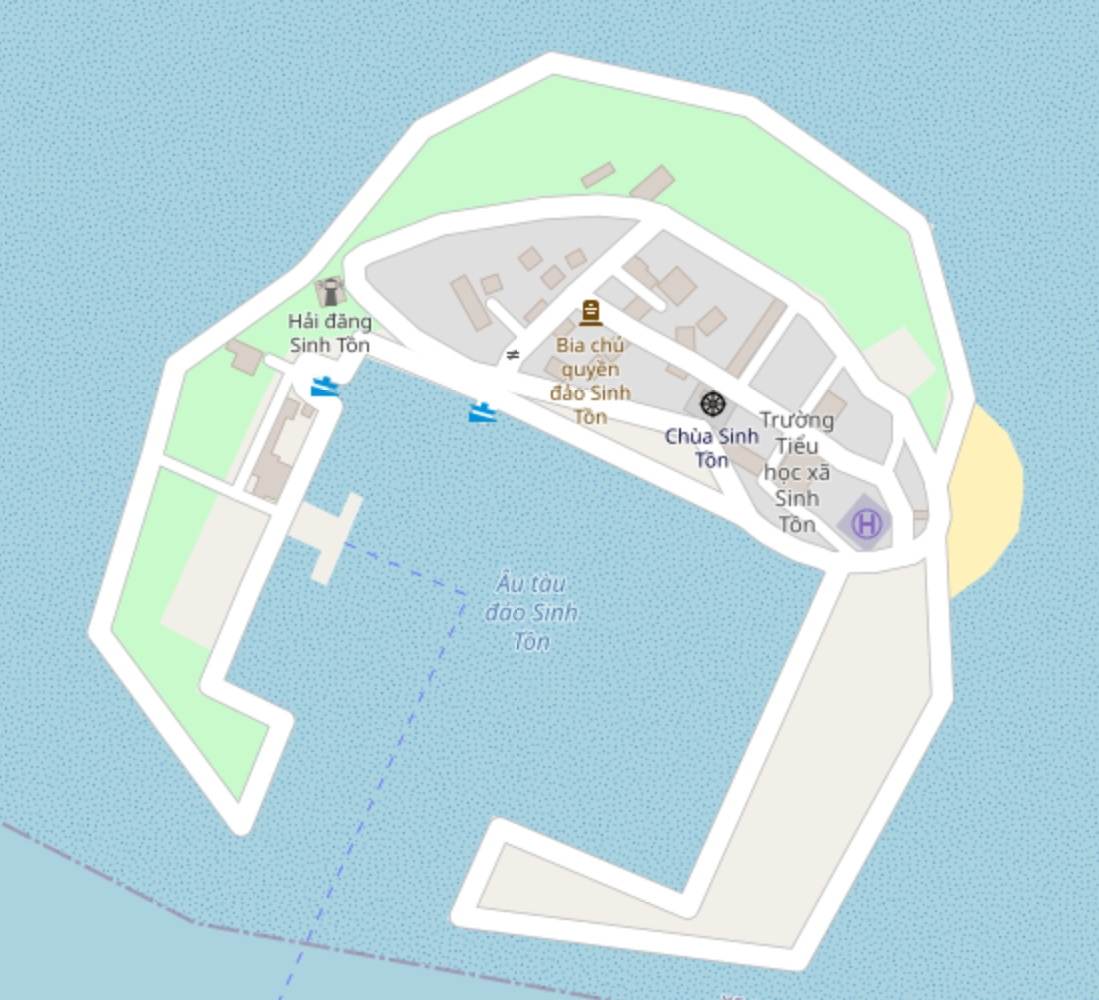
Bản đồ đảo Sinh Tồn

Đảo Sinh Tồn là một trong những đảo của quần đảo Trường Sa có dân thường cư trú và là nơi đặt trụ sở Ủy ban nhân dân xã Sinh Tồn.
Trường Tiểu học xã Sinh Tồn được xây dựng từ năm 2013 và khánh thành năm 2014, có diện tích hơn 300m² với sáu phòng học dành cho các lớp từ bậc mầm non đến lớp 5.
Nhà văn hóa đảo Sinh Tồn hoàn thành vào tháng 3 năm 2012 gồm 2 tầng, có các phòng nghỉ, phòng sinh hoạt tập trung với diện tích sàn là 740m².
Bệnh xá đảo Sinh Tồn được khánh thành tháng 4 năm 2022, có 3 tầng, tổng diện tích 360m2, quy mô 15 giường bệnh, 4 y bác sĩ.
Đảo có một cơ sở tôn giáo là chùa Sinh Tồn được xây dựng theo phóng cách truyền thống một gian, hai chái với mái cong, đầu đao và những pho tượng chế tác công phu.
Đảo có nhiều công trình dân sinh khác như trạm khí tượng thủy văn, hệ thống điện gió và điện mặt trời...

## Lịch sử

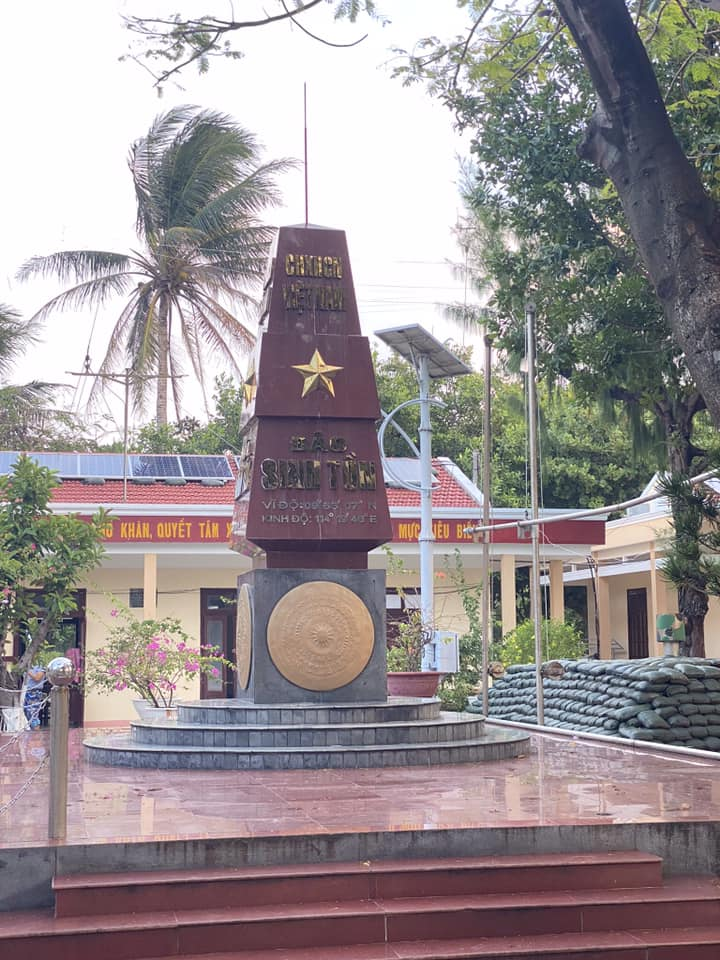
Cột mốc chủ quyền trên đảo Sinh Tồn

Ngày 6 tháng 9 năm 1973, chính quyền Việt Nam Cộng hòa sáp nhập các đảo Trường Sa, An Bang, Itu Aba, Song Tử Đông, Song Tử Tây, Loại Ta, Thị Tứ, Nam Ai, Sinh Tồn và các đảo phụ cận vào xã Phước Hải, quận Đất Đỏ, tỉnh Phước Tuy.
Sau khi quần đảo Hoàng Sa thất thủ vào tháng 1 năm 1974, thì đầu tháng 2 năm 1974, chính quyền Việt Nam cộng hòa quyết định tăng cường phòng thủ các đảo ở quần đảo Trường Sa, thực hiện Hành quân Trần Hưng Đạo 48 đưa lực lượng ra đóng ở năm đảo thuộc quần đảo Trường Sa gồm có Trường Sa, Song Tử Tây, Sinh Tồn và Sơn Ca và An Bang (trước đó đã đưa quân ra đóng ở đảo Nam Yết vào năm 1973).
Trong chiến dịch Hồ Chí Minh, ngày 29 tháng 3 năm 1975, Đội đặc công 1, đoàn 126 được tăng cường 3 tàu vận tải của lữ đoàn 125 Bộ tư lệnh hải quân để chiếm giữ các đảo tại quần đảo Trường Sa từ tay Hải quân Việt Nam Cộng hòa.
Ngày 28 tháng 4 năm 1975, Hải quân nhân dân Việt Nam giải phóng đảo Sinh Tồn và đóng quân trên đảo này từ đó đến nay.
Năm 2007, chính phủ Việt Nam thành lập xã Sinh Tồn thuộc huyện Trường Sa trên cơ sở đảo Sinh Tồn và các đảo, đá, bãi phụ cận thuộc cụm đảo Sinh Tồn và cụm đảo Nam Yết như đảo Nam Yết, đảo Sơn Ca...

## Thông tin thêm
Sinh Tồn là hòn đảo có ý nghĩa chiến lược đối với quần đảo Trường Sa. Trên đảo có một tấm biển ghi lời của Hồ Chí Minh: "Ngày trước ta chỉ có đêm và rừng. Ngày nay ta có ngày, có trời và có biển. Bờ biển của ta dài và đẹp, ta phải biết giữ gìn lấy nó".
Nhà thơ Việt Nam Trần Đăng Khoa trong một lần ra thăm đảo Sinh Tồn năm 1982 đã viết bài thơ Đợi mưa trên đảo Sinh Tồn:
| “                | Chúng tôi ngồi trên đảo Sinh Tồn, Bóng đen sẫm như gốc cây khô cháy. Mắt đăm đăm nhìn về nơi ấy, Nơi cơn mưa thăm thẳm xa khơi ánh chớp xanh lấp loáng phía chân trời... | ” |
| — Trần Đăng Khoa | |   |

Bài thơ này đã được nhạc sĩ Quỳnh Hợp phổ thành ca khúc Lính đảo đợi mưa.